# Greg Logins Jr
Gregory Mark Logins Junior (* 16. März 1988 in Sodus, New York) ist ein US-amerikanischer Basketballspieler. Logins spielte bislang in neun verschiedenen Ländern. In Deutschland stand er bei den Niners Chemnitz, Hamburg Towers und Bayer Giants Leverkusen unter Vertrag. Seit Februar 2024 trägt er das Trikot von Racing Luxembourg (zweite luxemburgische Liga). 

## Schulzeit
Logins' Basketballkarriere begann bei den Sodus Spartans (2003–2006), denen er sowohl zu einem Liga- als auch einem New York State-Meisterschaftstitel im Jahre 2005 verhalf. Er wurde in seinem Junior-Jahr ins „NYS First-Team“ gewählt. In seinem Senior-Jahr an der High School verhalf er der Mannschaft erneut zum Ligatitel und wurde insgesamt 15-mal zum Spieler der Woche gewählt. Eine weitere Auszeichnung war die Nominierung zur Teilnahme am Rochester-McDonald-Allstar-Game, in dem er den Rekord für die meisten Rebounds in einem Spiel aufstellte (25).
In seinem Jahr an der Kent Prep School in Connecticut (2006–2007) wurde er zum Spieler des Jahres gekürt und wurde auf die Top-50-Bestenliste von New England gesetzt.

## Zeit in der NCAA
Logins Junior spielte von 2007 bis 2011 Basketball bei den Canisius Golden Griffins in der NCAA Division I und legte hier in 123 Einsätzen im Schnitt 10,3 Punkte und 6,2 Rebounds in knapp 23 Minuten Spielzeit als Mannschaftskapitän auf. Neben Auszeichnungen für seinen schulischen Leistungen platzierte er sich unter den ersten Fünf der ewigen Rebounderliste (758 eingesammelte Abpraller) seiner Hochschulmannschaft und knackte die 1000-Punkte-Marke (1269).
Am Canisius College in Buffalo  erlangte er einen Bachelor-Abschluss in Sport und Gesundheit sowie einen Master-Abschluss in Sportverwaltung.

## Profikarriere
Seine Karriere als Berufsbasketballspieler begann der US-Amerikaner 2011 bei den Barreteros de Zacatecas in Mexiko (10 Spiele / 7,5 Zähler pro Spielrunde), die er 2012 in Richtung Marokko (RST Tangier / 1. Liga) verließ. Im Sommer 2012 heuerte Logins Jr. dann bei Lappeenrannan NMKY in der finnischen Korisliiga an. In seinen zwei Spielzeiten für den Erstligisten aus Südkarelien an der Grenze zu Russland erzielte Greg durchschnittlich 17,0 bzw. 15,6 Punkte pro Spiel. Nach einem kurzen Intermezzo in Japan bei Rizing Zephyr Fukuoka, wo Joe Bryant, der Vater von NBA-Hall of Famer Kobe Bryant sein Coach war, zog es den Forward wiederum nach Finnland. Er schnürte seine Schuhe im Jahr 2015 in insgesamt zehn Partien für Espoon Honka, in denen er im Durchschnitt 12,0 Zähler pro Begegnung markierte.
Im Juli 2015 vermeldeten die Niners Chemnitz Logins als Neuzugang. In der ProA-Spielzeit 2015/16 gehörte der variable Flügelspieler zu den Leistungsträgern der Sachsen und erzielte in durchschnittlich 31 Minuten Spielzeit 12,0 Punkte pro Partie. Er wurde vom Fachportal eurobasket.com unter die zehn besten ProA-Spieler der Saison gewählt. In den Playoffs scheiterten die Chemnitzer im Viertelfinale mit 0:3-Siegen an Science City Jena. In den drei Partien gegen die Thüringer kam der US-Amerikaner auf einen Punktemittelwert von 8,3 pro Begegnung. Ein weiteres Engagement beim Zweitligisten kam im Folgejahr nicht zustande und so verbrachte Logins die Saison 2016/17 in Argentinien (Club Ciclista Olimpico / 1. Liga – insgesamt 5 Begegnung / 4,8 Punkte pro Spiel) und Israel (Ramat haScharon / 2. Liga).
2017 wechselte Greg zurück nach Deutschland und sollte die Hamburg Towers bei ihrem Vorhaben in die Basketball-Bundesliga aufzusteigen unterstützen. Die Towers, geplagt von einer schweren Verletzungsmisere, verpassten nicht nur den Aufstieg, sondern auch die Playoffs in der ProA 2017/18. Logins erzielte als wichtiger Rotationsspieler für die Hamburger im Schnitt 8,0 Punkten und 2,8 Rebounds je Begegnung. Über das Team FOG Næstved (Dänemark / 1. Liga), für die er im durchschnittlich 9,8 Zähler pro Begegnung markierte, ging es für den Forward bei den Bayer Giants Leverkusen weiter. Der deutsche Rekordmeister verpflichtete Logins, laut Cheftrainer Hansi Gnad, aufgrund „seiner großen Erfahrung und seinen Stärken von außerhalb der Dreipunktelinie“. Bei einem Vorbereitungsspiel der Rheinländer verletzte sich der US-Amerikaner so schwer, dass er rund sechs Monate ausfiel. Ende Februar 2020 trennten sich die Giants von Logins, ohne dass der US-Amerikaner auch nur ein Spiel für die Leverkusener absolviert hatte.
März 2020 verpflichtete ihn der luxemburgische Zweitligist BBC Bascharage Hedgehogs, für den er vor Ausbruch der COVID-19-Pandemie noch drei Begegnungen bestritt. Im Mai 2020 verlängerte Logins seinen Vertrag im Herzogtum um eine weitere Spielzeit. Aufgrund der Pandemie wurde auch die Spielzeit 2020/21 in Luxemburg vorzeitig beendet. Noch im April 2021 gaben die Verantwortlichen der Hedgehogs bekannt, dass Logins auch 2021/22 für Bascharage spielen wird. Nach mehr als zwei Jahren im Trikot der Hedgehogs wurde im Sommer 2022 der Wechsel von Logins Jr. zu T71 Dudelange in die LBBL (1. Liga Luxemburg) bekanntgegeben. Des Weiteren ist der US-Amerikaner auch als Lehrer an einer internationalen Schule in Luxemburg tätig.
Beim 13-maligen luxemburgischen Meister hatte Logins zumeist die Rolle als Rotationsspieler inne. In der Hauptrunde lief der Forward in 19 Saisonspielen auf und erzielte zweimal zehn oder mehr Punkte. Sein Klub beendete die Hauptrunde mit einer Bilanz von 16 Siegen und sechs Niederlagen auf dem dritten Tabellenplatz. Im Viertelfinale setzte man sich in der „Best-of-Three“-Serie gegen BBC Sparta Bertrange mit 2:1 durch, im Halbfinale scheiterte man überraschend an Basket Esch (1:2). Saisonübergreifend kam Logins in 25 Begegnungen zum Einsatz. Er markierte im Durchschnitt 3,7 Punkte und 2,3 Rebounds pro Begegnung. Seine Effektivitätsmittelwert lag bei 4 pro Spiel. Nach der Saison 2022/23 wurde sein Vertrag in Dudelange nicht verlängert und Logins vereinslos.
Im Februar 2024 schloss er sich dem luxemburgischen Zweitligisten Racing Luxembourg an. Sein früherer Trainer in Baschorage, Adam Radomirovic, lotste den Forward zu Beginn der Playoffs der Nationale 2 zu Racing. In seinem ersten Saisonspiel gegen Black Star Mersch (69:72) erzielte Logins zehn Punkte und 18 Rebounds.

## Statistiken in Deutschland
| Saison  | Team                   | G  | MIN   | 2P%  | 3P%  | FT%  | AS  | TR  | ST  | BL  | PTS  | EFF  |
| ------- | ---------------------- | -- | ----- | ---- | ---- | ---- | --- | --- | --- | --- | ---- | ---- |
| 2015/16 | Niners Chemnitz (ProA) | 28 | 27:56 | 46.8 | 41.7 | 84.9 | 2.0 | 8.5 | 0.4 | 0.5 | 12.3 | 16.2 |
| 2017/18 | Hamburg Towers (ProA)  | 30 | 22:13 | 45.8 | 38.3 | 79.2 | 0.6 | 4.0 | 0.4 | 0.1 | 7.9  | 8.2  |

## Auszeichnungen und Ehrungen
- Bester Rebounder und zweitbester Korbschütze des Canisius College 2007/08[20]
- zweite Mannschaft des Jahres der 2. Bundesliga ProA 2015/16 (benannt von eurobasket.com)[5]